# Mötet i Uppsala 1435
Mötet i Uppsala 1435 var en sammankomst a som hölls i Uppsala för att diskutera och besluta om Sveriges angelägenheter. Det inleddes i juni 1435 och avslutades 6 juni 1435.
Mötet tog fram ett förslag att Erik av Pommern skulle återinsättas och Engelbrekts hövitsmanskap skulle upphöra. I gengäld skulle Erik lova att lämna alla slott och län till infödda svenskar. 